# 세고돈 (드라마)
《세고돈》(일본어: 西郷どん)은 2018년 1월 7일부터 12월 16일까지 방송한 NHK의 57번째 대하드라마이다. 방송 초기이며 역사적인 유명 인물을 다룸에도 시청률이 낮은 편이어서 우려를 사고 있다.

## 등장인물

### 사이고가
사이고 키치노스케 - 스즈키 료헤이
(사이고 코키치 → 사이고 키치노스케)

사이고 이토 - 쿠로키 하루 (아역 : 와타나베 코노미)
(이와아먀 이토 → 에비하라 이토 → 사이고 이토)

사이고 마사 - 마츠자카 케이코

사이고 키치베 - 카자마 모리오

사이고 키치지로 - 와타베 고타
사이고 소노 - 카시와기 유키

사이고 쥬도 - 니시키도 료
(사이고 싱고 → 사이고 쥬도)
사이고 키요 - 카미시라이시 모네

사이고 코토 - 사쿠라바 나나미
(사이고 코토 → 이치키 코토)

사이고 키미 - 미즈노 쿠미

사이고 류에몬 - 오오무라 콘
사이고 타카 - 하라 마이카

쿠마키치 - 츠카지 무가

### 사츠마번

#### 오오쿠보가
오오쿠보 쇼스케 - 에이타

오오쿠보 지에몬 - 히라타 미츠루

#### 마을 동료들
이와야마 이토 - 쿠로키 하루

오오야마 카쿠노스케 - 키타무라 유키야

아리무라 슌사이 - 타카하시 미츠오미

무라타 신파치 - 호리이 아라타

#### 사츠마번 시마즈가
시마즈 나리아키라 - 와타나베 켄

시마즈 나리오키 - 카가 타케시

시마즈 히사미츠 - 아오키 무네타카

유라 - 코야나기 루미코

키쿠 - 토다 나호

#### 사츠마번 가신
아카야마 유키에 - 사와무라 잇키

즈쇼 히로사토 - 류 라이타

야마다 타메히사 - 토쿠이 유

#### 우바나리 섬 사람들
아이카나 - 니카이도 후미

### 에도 막부

#### 도쿠가와가
도쿠가와 요시노부 - 마츠다 쇼타
(히토츠바시 요시노부 → 도쿠가와 요시노부)
도쿠가와 이에사다 - 마타요시 나오키

도쿠가와 나리아키 - 이부 마사토

도쿠가와 요시카츠 - 코미야 타카야스

도쿠가와 이에모치 - 칸슈지 타모츠 (아역 : 아라키 토와)
(도쿠가와 요시토미 → 도쿠가와 이에모치)

#### 막부 각료
아베 마사히로 - 후지키 나오히토

이이 나오스케 - 사노 시로

이타쿠라 카츠키요 - 호리우치 마사미

마츠다이라 카타모리 -카시와바라 슈지

마츠다이라 사다아키 - 쇼노자키 켄

홋타 마사요시 - 아사쿠라 신지

마츠다이라 타다카타 - 노조에 요시히로

미즈노 타다나카 - 호리 벤

마츠다이라 호키노카미 - 야마다 메이쿄

아베 분고노카미 - 사토 타카히로

#### 막부 신하
카츠 카이슈 - 엔도 켄이치
(카츠 린타로 → 카츠 아와노카미 카이슈 → 카츠 카이슈)
야마오카 텟슈 - 후지모토 타카히로
(야마오카 테츠타로 → 야마오카 텟슈)
히라오카 엔시로 - 야마다 쥰다이

#### 에도성 오오쿠
텐쇼인 아츠히메 - 키타가와 케이코
(오카츠 → 아츠히메 → 텐쇼인 아츠히메 → 텐쇼인)
이쿠시마 - 미나미노 요코

혼쥬인 - 이즈미 핑코

우타하시 - 네코제 츠바키

### 시나가와숙 이소다야
후키 - 타카나시 린

### 쵸슈 번
키도 타카요시 - 타마야마 테츠지

이토 히로부미 - 하마노 켄타

오오무라 마스지로 - 하야시야 쇼조

키지마 마타베 - 쵸슈 리키

쿠사카 겐즈이 - 二神光

시라이시 쇼이치로 - 카오 오사무

킷카와 켄모츠 - 이노 마나부

무라카와 - 小出侑門

미요시 신조 - 사토 마사유키

### 토사 번
사카모토 료마 - 오구리 슌

료 - 미즈카와 아사미

야마우치 요도 - 오오타카 아키라

존 만지로 - 게키단 히토리
(신원미상의 남자 → 신원미상의 표류자)
나카오카 신타로 - 야마구치 쇼고

고토 쇼지로 - 세가와 료

요시무라 토라타로 - 카네마츠 와카토

시오 - 키우치 유조

### 제번의 번사

#### 후쿠이번
하시모토 사나이 - 카자마 슌스케

마츠다이라 슌가쿠 - 츠다 칸지
(마츠다이라 요시나가 → 마츠다이라 슌가쿠)
나가네 유키에 - 요시다 아사히

#### 히코네번
나가노 슈젠 - 진보 사토시

幻之丞 - 아즈마 타케시

#### 그 외의 번
다테 무네나리 - 하세가와 키미히코

히라노 쿠니오미 - 오오타케 코이치

오고우 카즈토시 - 데구치 타카시

하야시 미치아키 - 오카베 타카시

### 조정

#### 황실·황족
고메이 천황 - 나카무라 코타로

메이지 천황 - 노무라 만노죠

나카가와노미야 - 나다기 타케시

아리스가와노미야 - 코스다 야스토

#### 공가
이와쿠라 토모미 - 쇼후쿠테이 츠루베

코노에 타다히로 - 쿠니히로 토미유키

나카야마 타다야스 - 오가타 켄이치

코노에 타다후사- 오오쿠보 히토에

이와쿠라 카네마루 - 후쿠야마 코헤이

### 교토 사람들
겟쇼 - 오노에 키쿠노스케

토라 - 콘도 하루나

유 - 우치다 유키

카기야 나오스케 - 니시자와 진타

후루타카 슌타로 - 키노시타 세이지

카와무라 류지로 - 카와구치 사토루

나이키 진자부로 - 이소다 미치후미

### 메이지 정부 주요인물 및 관계자
에토 신페이 - 사코다 타카야

야마가타 아리토모 - 무라카미 싱고

산조 사네토미 - 노무라 만조

오쿠마 시게노부 - 오노우에 히로유키

이노우에 카오루 - 오시나리 슈고

이타가키 타이스케 - 시부카와 키요히코

오오키 타카토 - 하마다 요시유키

마데노코지 히로후사 - 카와이 츠토

야나기와라 사키미츠 - 미타니 마사토

사다 하쿠보 - 카미노 나오타카 / 모리야마 시게루 - 사카키바라 테츠지

스즈키 나리노부 - 코쿠보 토시히토

키도 마츠코 - 시라스 케이코

### 해외국
해리스 - 블레이크 크로포드

휴스켄 - 세르게이 이바노프

리처드슨 - 노엄 커츠

로시 - 질 보피

카션 - 로한 에스피네

파크스 - 세인 카뮈

어니스트 사토 - 스티브 와일리

파크스 부인 - 한나 그레이스

윌리스 - 네이선 베리

## 방송

### 통상 방송 시간
- NHK 종합 텔레비전 : 일요일 20시 ~ 20시 45분
- NHK BS 프리미엄 : 일요일 18시 ~ 18시 45분
- (재방송) NHK종합 텔레비전 : 토요일 13시 05분 ~ 13시 50분

### 방송 일정
- 첫회는 60분 확대판

※ 아래의 파란색 숫자는 '최저 시청률'이고, 빨간색 숫자는 '최고 시청률'입니다.
| 방송회                              | 방송일                                          | 부제                                      | 연출            | 기행 | 시청률 |
| ----------------------------------- | ----------------------------------------------- | ----------------------------------------- | --------------- | --- | ------ |
| 제01회                              | 01월 7일                                        | 사쓰마의 겁쟁이 薩摩のやっせんぼ          | 노다 유스케     | 사이고 다카모리 탄생지 (가고시마현 가고시마시) 다케다 신사 (竹田神社, 가고시마현 미나미사쓰마시)                                                                   | 15.4%  |
| 제02회                              | 01월 14일                                       | 훌륭한 사무라이 立派なお侍                | 노다 유스케     | 센간엔 (仙巌園, 가고시마현 가고시마 시) | 15.4%  |
| 제03회                              | 01월 21일                                       | 어린이는 나라의 보물 子どもは国の宝       | 노다 유스케     | 이부스키 신사 (揖宿神社, 가고시마현 이부스키시) | 14.2%  |
| 제04회                              | 01월 28일                                       | 신식 번주 新しき藩主                      | 노다 유스케     | 옛 시마즈씨 다마자토저택 정원 (旧島津氏玉里邸庭園, 가고시마현 가고시마 시)                                                                                         | 14.8%  |
| 제05회                              | 02월 x4일                                       | 스모! 스모! 相撲じゃ! 相撲じゃ!           | 본코하라 마코토 | 구 집성관 (상고 집성관, 尚古集成館) (가고시마현 가고시마 시) | 15.5%  |
| 제06회                              | 02월 11일                                       | 수수께끼의 떠돌이 謎の漂流者              | 본코하라 마코토 | 고치성 (고치현 고치시) 존 만지로 생가 (ジョン万次郎生家, 고치현 도사시미즈시)                                                                                      | 15.1%  |
| 제07회                              | 02월 18일                                       | 등의 어머니 背中の母                      | 오카다 타케시   | 사이고 가의 무덤 (西郷家の墓, 가고시마현 가고시마 시) | 14.3%  |
| 제08회                              | 02월 25일                                       | 불길한 며느리 不吉な嫁                    | 오카다 타케시   | 페리 공원 (ペリー公園, 가나가와현 요코스카시) 다마쿠스의 나무 (たまくすの木)(요코하마 개항자료관) (가나가와현 요코하마 시)                                         | 14.2%  |
| 제09회                              | 03월 4일                                        | 에도의 히님 江戸のヒー様                  | 노다 유스케     | 기오이사카 (紀尾井坂, 도쿄도 지요다구) 시바 사쓰마번 야시키 유적 (芝薩摩藩屋敷跡, 도쿄도 미나토구)                                                                 |        |
| 제10회                              | 03월 11일                                       | 아츠히메는 어디로 篤姫はどこへ            | 본코하라 마코토 | 구 도카이도 시나가와 숙 (도쿄도 시나가와구) |        |
| 제11회                              | 03월 18일                                       | 나리아키라 암살 斉彬暗殺                  | 츠다 아츠코     | 메구로 부동존 류센지 (目黒不動尊 瀧泉寺, 도쿄도 메구로구) |        |
| 제12회                              | 03월 25일                                       | 행운의 강 나무 공주 運の強き姫君          | 츠다 아츠코     | 고이 시카와 고라쿠엔 (小石川後楽園, 도쿄도 지요다구 / 분쿄 구) |        |
| 제13회                              | 04월 08일                                       | 변하지 않는 친구 変わらない友             | 노다 유스케     | 기요미즈데라 조주인 (成就院， 교토부 교토시) |        |
| 제14회                              | 04월 15일                                       | 요시노부의 진심 慶喜の本気                | 오카다 타케시   | 고도칸 (이바라키현 미토시) |        |
| 제15회                              | 04월 22일                                       | 호덴의 죽음 殿の死                        | 노다 유스케     | 데루쿠니 신사 (照國神社，가고시마현 가고시마 시) |        |
| 제16회                              | 04월 29일                                       | 나리아키라의 유언 斉彬の遺言              | 오카다 타케시   | 우모레기노야 (埋木舎, 시가현 히코네시) |        |
| 제17회                              | 05월 06일                                       | 사이고 입수 西郷入水                      | 츠다 아츠코     | 소쿠소인(도후쿠지, 東福寺)(即宗院, 교토부 교토 시) 이치키 미나토 (市来湊, 가고시마현 이치키쿠시키노시) 겟쇼 고승 유적비 (月照上人遺跡之碑, 가고시마현 가고시마 시) |        |
| 제18회                              | 05월 13일                                       | 유배인 기쿠치 겐고 流人 菊池源吾          | 본코하라 마코토 | 사이고 소나무 유적 (가고시마현 다쓰고정) |        |
| 제19회                              | 05월 20일                                       | 아이카나 愛加那                           | 본코하라 마코토 | 히라토미 신사 (開饒神社, 가고시마현 야마토촌) 소철 군생지 (가고시마현 다쓰고 정)                                                                                   |        |
| 제20회                              | 05월 27일                                       | 쇼스케의 검은 돌 正助の黒い石             | 노다 유스케     | 구에도 성 사쿠라다 문(도쿄도 지요다 구) 아타고 신사 (愛宕神社, 도쿄도 미나토 구)                                                                                   |        |
| 제21회                              | 06월 03일                                       | 이별의 노래 別れの唄                      | 이시즈카 요시미 | 아이카나의 우물 (愛加那の井戸, 가고시마현 다쓰고 정) |        |
| 제22회                              | 06월 10일                                       | 위대한 형 적정 남동생 偉大な兄 地ごろな弟 | 오카다 타케시   | 니시키코지 사쓰마번 야시키 유적 (錦小路薩摩藩屋敷跡, 교토부 교토 시)                                                                                               |        |
| 제23회                              | 06월 17일                                       | 데라다야 소동 寺田屋騒動                  | 이시즈카 요시미 | 다이코쿠지 (大黒寺, 교토부 후시미구) |        |
| 제24회                              | 06월 24일                                       | 땅끝에서 地の果てにて                     | 본코하라 마코토 | 사이고 남주옹 적거 흔적 (西郷南州翁謫居跡, 가고시마 현 아마기정) 사이고 걸터 소나무 (西郷腰かけ松, 가고시마 현 도쿠노시마정)                                       |        |
| 제25회                              | 07월 01일                                       | 활용된 생명 生かされた命                  | 본코하라 마코토 | 사이고 남주옹 적거 지 (西郷南洲翁謫居之地, 가고시마현 와도마리정)                                                                                                  |        |
| 제26회                              | 07월 15일                                       | 사이고, 교토로 西郷、京へ                 | 노다 유스케     | 쇼세이엔 (渉成園, 교토부 교토시) |        |
| 제27회                              | 07월 22일                                       | 금문의 변 禁門の変                        | 노다 유스케     | 덴류지(天龍寺) 탑두 고겐지（弘源寺, 교토부 교토시) |        |
| 제28회                              | 07월 29일                                       | 가쓰와 료마 勝と龍馬                      | 오카다 타케시   | 류고지(龍護寺, 현재 세이타이인, 清泰院) (야마구치현 이와쿠니시) |        |
| 제29회                              | 08월 05일                                       | 세번째 결혼 三度目の結婚                  | 호리우치 유스케 | 히라마쓰 성(平松城) 유적 (가고시마현 아이라시) 쓰루마루 성(鶴丸城) 니노마루(二之丸) 유적 (가고시마현 가고시마 시)                                                  |        |
| 제30회                              | 08월 12일                                       | 괴인 이와쿠라 토모미 怪人 岩倉具視        | 노다 유스케     | 이와쿠라 토모미 은거 고택 (岩倉具視幽棲旧宅, 교토부 교토시) |        |
| 제31회                              | 08월 19일                                       | 료마와의 약속 龍馬との約束                | 오카다 타케시   | 사이고 난슈온 택지 유적 (西郷南州翁宅地跡, 가고시마현 가고시마시) 가메야마 조합 (亀山社中跡, 나가사키현 나가사키시)                                                |        |
| 제32회                              | 08월 26일                                       | 삿초 동맹 薩長同盟                        | 이시즈카 요시미 | 기도 다카요시 고택 (木戸孝允旧宅, 야마구치현 하기시) 오하나바타케밭 오야시키 (御花畑御屋敷跡, 교토부 교토시)                                                       | 10.4%  |
| 제33회                              | 09월 02일                                       | 이토의 서약 糸の誓い                      | 이시즈카 요시미 | 기리시마 신궁 (霧島神宮, 가고시마현 기리시마시) |        |
| 제34회                              | 09월 09일                                       | 쇼군 요시노부 将軍慶喜                    | 본코하라 마코토 | 전이궁(元離宮) 니조성 (교토부 교토시) |        |
| 제35회                              | 09월 16일                                       | 전쟁의 귀신 戦の鬼                        | 본코하라 마코토 | 오사카성 공원 (오사카부 오사카시) |        |
| 제36회                              | 09월 23일                                       | 요시노부의 목 慶喜の首                    | 호리우치 유스케 | 조난구(城南宮, 교토시 후시미구) 쇼코쿠지 탑두(相国寺塔頭) 요겐인(養源院, 교토시 가미교구)                                                                          | 11.0%  |
| 제37회                              | （BSプレミアム）09月30日 （総合テレビ）10月07日 | 에도 무혈입성 江戸無血開城                | 野田雄介        | 카츠 가이슈의 탄생지(勝海舟生誕の地, 도쿄도 스미다구) 시아와세이나리(四合稲荷)(아카사카 히카와 신사)(도쿄도 미나토구)                                              | 09.9%  |
| 제38회                              | 10月14日                                        | 상처 투성이의 유신 傷だらけの維新         | 野田雄介        | 長岡城本丸跡（新潟県長岡市） 보신 전쟁 기념비（戊辰戦役記念碑, 新潟県三条市） 金谷山官修墓地（新潟県上越市）                                                       | 10.2%  |
| 제39회                              | 10月21日                                        | 아버지, 사이고 타카모리 父、西郷隆盛      | 盆子原誠        | 旧岩倉具視邸（玄国寺）（東京都新宿区） 旧新橋停車場跡跡（東京都港区）                                                                                              | 12.3%  |
| 제40회                              | 10月28日                                        | 파란의 새 정부 波乱の新政府               | 大嶋慧介        | 明治天皇駐蹕之処の碑（千葉県船橋市） 習志野騎兵旅団発祥の地（千葉県習志野市）                                                                                      | 11.7%  |
| 제41회                              | 11月04日                                        | 신식 나라에 新しき国へ                    | 石塚嘉          | 神奈川台場跡（神奈川県横浜市） | 11.8%  |
| 제42회                              | 11月11日                                        | 양웅 격돌 両雄激突                        | 野田雄介        | 사이고 다카모리 야시키(西郷隆盛屋敷跡, 東京都中央区) | 11.3%  |
| 제43회                              | 11月18日                                        | 안녕히, 도쿄 さらば、東京                 | 盆子原誠        | 오쿠보 도시 미치의 탄생지(大久保利通生立ちの地, 鹿児島県鹿児島市) 산넨자카(三年坂, 東京都千代田区)                                                                 | 11.6%  |
| 제44회                              | 11月25日                                        | 사족들의 동란 士族たちの動乱              | 石塚嘉          | 혼교지(本行寺, 佐賀県佐賀市) | 12.4%  |
| 제45회                              | 12月02日                                        | 사이고 일어나다 西郷立つ                  | 大嶋慧介        | 요시노 개간사(吉野開墾社碑,鹿児島県鹿児島市) 마쓰가오카 개간장(松ヶ岡開墾場, 山形県鶴岡市) 南洲神社（山形県酒田市）                                                | 11.5%  |
| 제46회                              | 12月09日                                        | 서남전쟁 西南戦争                         | 盆子原誠        | 田原坂 三の坂（熊本県熊本市） 西郷隆盛宿陣跡資料館（宮崎県延岡市）                                                                                                 | 11.4%  |
| 최종회                              | 12月16日                                        | 경천애인 敬天愛人                         | 野田雄介        | 鹿児島県鹿児島市 東京都千代田区 / 港区 / 目黒区 | 13.8%  |
| (시청률조사 : 간토 지방 비디오서치) |                                                 |                                           |                 | |        |

## 같이 보기
- 나는 듯이 - 사이고 타카모리와 오쿠보 토시미치를 주인공으로 한 1990년 대하드라마